# 17 Thetis
A 17 Thetis a Naprendszer kisbolygóövében található aszteroida. Karl Theodor Robert Luther fedezte fel 1852. április 17-én.